# 東野川 (狛江市)
東野川（ひがしのがわ）は、東京都狛江市の地名。現行行政地名は東野川一丁目から東野川四丁目。郵便番号は201-0002。

## 地理
狛江市の市域北東端に位置する。
東から時計回りに、世田谷区成城、世田谷区喜多見、狛江市岩戸北、狛江市和泉本町、狛江市西野川、調布市入間町に接する。

### 河川
- 野川
- 入間川

東側には多摩川水系の野川が流れており、概ね調布市との境界を兼ねている。現在の流路は1967（昭和42）年以降のものである。

## 世帯数と人口
2022年（令和4年）4月1日現在の世帯数と人口は以下の通りである。
| 町丁         | 世帯数    | 人口    |
| ------------ | --------- | ------- |
| 東野川一丁目 | 1,010世帯 | 1,998人 |
| 東野川二丁目 | 699世帯   | 1,642人 |
| 東野川三丁目 | 1,206世帯 | 2,595人 |
| 東野川四丁目 | 937世帯   | 2,020人 |
| 計           | 3,852世帯 | 8,255人 |

## 小・中学校の学区
市立小・中学校に通う場合、学区は以下の通りとなる。
| 丁目   | 番地              | 小学校                 | 中学校                 |
| ------ | ----------------- | ---------------------- | ---------------------- |
| 一丁目 | 1～4番、12～30番  | 狛江市立狛江第五小学校 | 狛江市立狛江第一中学校 |
| 一丁目 | 5～11番、31～36番 | 狛江市立狛江第五小学校 | 狛江市立狛江第四中学校 |
| 二丁目 | 全域              | 狛江市立狛江第五小学校 | 狛江市立狛江第四中学校 |
| 三丁目 | 全域              | 狛江市立狛江第五小学校 | 狛江市立狛江第四中学校 |
| 四丁目 | 全域              | 狛江市立狛江第五小学校 | 狛江市立狛江第四中学校 |

## 交通

### 鉄道
| バス移動により利用可能な駅                                                                   |
| -------------------------------------------------------------------------------------------- |
| 京王線 - 仙川駅(KO 13) - つつじヶ丘駅 (KO 14) - 調布駅(KO 18) 小田急小田原線 - 狛江駅(OH 16) |

町内に鉄道駅はないが、京王線や小田急線の各駅への路線バスが多く設定されている。

### バス
- 成04(小田急) 成城学園前駅西口 - 仙川駅入口 - 覚東 - 御台橋 - 国領八丁目 - 調布駅南口
- 成05(小田急) 成城学園前駅西口 - 仙川駅入口 - 覚東 - 御台橋 - 狛江駅北口
- 喜01(小田急) 喜多見駅 ← 覚東 ← 小足立橋 ← 狛江ハイタウン東 ← 狛江ハイタウン折返場
- 〃 喜多見駅 → 覚東 → 東野川ﾃﾆｽｺｰﾄ前 → 狛江ハイタウン中央 → 小鹿幼稚園 → 狛江ハイタウン折返場
- 丘14(京王)(1日1往復のみ) つつじヶ丘駅南口 - 明照院前 - 野川大橋 - 小足立橋 - 狛江ハイタウン東 - 狛江ハイタウン折返場 - (同一ルートを往復) - 明照院前 - 国領八丁目 - 調布駅南口[6]
- 丘31(京王) つつじヶ丘駅南口 - 明照院前 - 覚東 - 御台橋 - 国領八丁目 - 調布駅南口

その他小田急バス狛江営業所、仙川駅、千歳烏山駅などへの出入庫便が多数設定されている。

### 道路
- 東京都道114号武蔵野狛江線（松原通り）

## 施設
- 狛江市立狛江第四中学校
- 狛江市立狛江第五小学校
- 東野川市民テニスコート

## ゆかりのある人物
- 八村義郎（秩父小野田顧問） - 住所は東野川1丁目。